# 6511 Furmanov
6511 Furmanov (1987 QR11) là một tiểu hành tinh vành đai chính được phát hiện ngày 27 tháng 8 năm 1987 bởi Chernykh, L. I. ở Nauchnyj.